# 俞兆岳
俞兆岳（1672年—1738年），字岱禎，號五峰，浙江海寧人，清朝政治人物，歲貢出身。
曾任浙江宣平縣教諭。康熙五十一年（1712年）升任福建大田縣知縣。康熙五十三年（1714年）調任臺灣府臺灣縣知縣。歷升直隸開州知州、松江府同知、山東青州府知府、通政司參議。雍正八年（1730年）升太僕寺卿。雍正十三年（1735年）出任江西巡撫。

## 外部連結
- 俞兆岳 （页面存档备份，存于） 臺灣記憶

| 官衔          | 官衔                                                   | 官衔          |
| ------------- | ------------------------------------------------------ | ------------- |
| 前任： 張廉   | 延平府大田縣知縣 康熙五十一－五十三年 （1712－1714年） | 繼任： 曾建標 |
| 前任： 洪一棟 | 臺灣府臺灣縣知縣 康熙五十三年（1714年）任              | 繼任： 王禮   |